# Suore di San Francesco d'Assisi
Le Suore di San Francesco d'Assisi (in francese Sœurs de Saint-François d'Assise) sono un istituto religioso femminile di diritto pontificio: le suore della congregazione pospongono al loro nome la sigla S.S.F.A.

## Storia

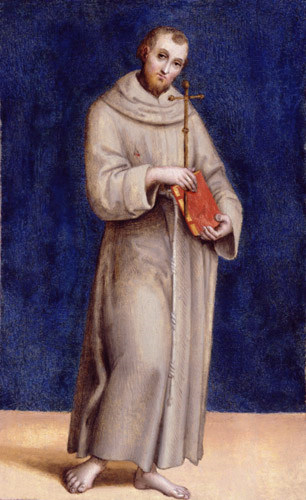
Francesco d'Assisi

L'istituto deriva dall'unione di numerose congregazioni di suore francescane francesi che condividevano il legame con l'Ordine dei Frati Minori, la professione della regola del terz'ordine regolare e l'attività caritativa in favore di poveri, ammalati, anziani, bambini.
Le prime tre congregazioni a unirsi, nel 1963, furono quelle di Nostra Signora della Pietà di Montpezat, fondata nel 1909 da Noéllie Cazeneuve; le suore dette "della Corda" di Avignone, fondate nel 1840 da Denis-Édouard Roland; le francescane infermiere di Rodez, dette suore della Buona Morte, fondate nel 1862 a Mur-de-Barrez da Marie-Jeanne Varès e Victorin Jalbert.
L'unione venne approvata dalla Santa Sede il 29 febbraio 1968.
Altre congregazioni aderirono all'unione nel corso degli anni: nel 1965 le suore di San Francesco d'Assisi di Le Puy-en-Velay, sorte nel XV secolo ma riorganizzatesi il 25 agosto 1809; nel 1967 le suore della Piccola famiglia del Sacro Cuore di Gesù, fondate ad Alès il 3 giugno 1864 da Laurent Rivière-Dejan e Sophie Veillon, e le francescane di Maria Immacolata, fondate a Bordeaux nel 1863 da Cécile Viret e approvate dalla Santa Sede il 17 marzo 1869; nel 1969 le suore di Nostra Signora del Calvario di Grèzes, fondate il 19 marzo 1880 da Césarine Galtier con suo fratello Honoré, e le suore di Nostra Signora del Tempio di Les Salles-Lavauguyon, fondate il 25 marzo 1858 da Pierre-Auguste Rougier e approvate definitivamente nel 1936; nel 1972 le suore di Nostra Signora della Missione, fondate a Bussières nel 1875 da Simon Valadier e Flore-Emma Vaillant.
L'8 dicembre 2004 la Santa Sede ha approvato l'unione di altre congregazioni alle Suore di San Francesco d'Assisi: le francescane di Saint-Philbert-de-Grand-Lieu, fondate il 4 ottobre 1841 da Jeanne Bernard; le francescane di Seillon (Bourg-en-Bresse), dette Piccole suore degli orfani, fondate nel 1860 da Jean-Marie Griffon e approvate l'8 gennaio 1938; le suore di Nostra Signora di Reinacker, fondate a Reutenbourg nel 1827 da François-Joseph Fritsch; le suore di Nostra Signora della Pietà di Perrou, fondate da Michel-Bernabé Lemoine nel 1866; le suore di Nostra Signora della Pietà di Deauville, derivate da quelle di Perrou; le suore del Sacro Cuore di Villeurbanne, riconosciute nel 1955.

## Attività e diffusione
Le suore si dedicano a varie attività caritative a favore di poveri, anziani, bambini, alla collaborazione parrocchiale, alle missioni.
Sono presenti in Europa (Francia, Italia, Spagna) e Africa (Burkina Faso, Repubblica Centrafricana, Repubblica Democratica del Congo, Costa d'Avorio, Marocco, Togo); la sede generalizia è a Montpellier.
Alla fine del 2008 la congregazione contava 611 religiose in 68 case.